# Łowicz (district)
Łowicz (powiat łowicki) is een Pools district (powiat) in de woiwodschap Łódź. Het district heeft een oppervlakte van 987,13 km² en telt 79.951 inwoners (2014). Łowicz is de enige stad in het district.
Stadsdistricten:
Łódź · Piotrków Trybunalski · Skierniewice

Districten:
Bełchatów · Brzeziny · Kutno · Łask · Łęczyca · Łowicz · Łódź Oost · Opoczno · Pabianice · Pajęczno · Piotrków · Poddębice · Radomsko · Rawa · Sieradz · Skierniewice · Tomaszów Mazowiecki · Wieluń · Wieruszów · Zduńska Wola · Zgierz